# Pudarci
Pudarci (en serbe cyrillique : Пударци) est une localité de Serbie située dans la municipalité de Grocka et sur le territoire de la Ville de Belgrade. Au recensement de 2011, elle comptait 1 353 habitants. 

## Géographie

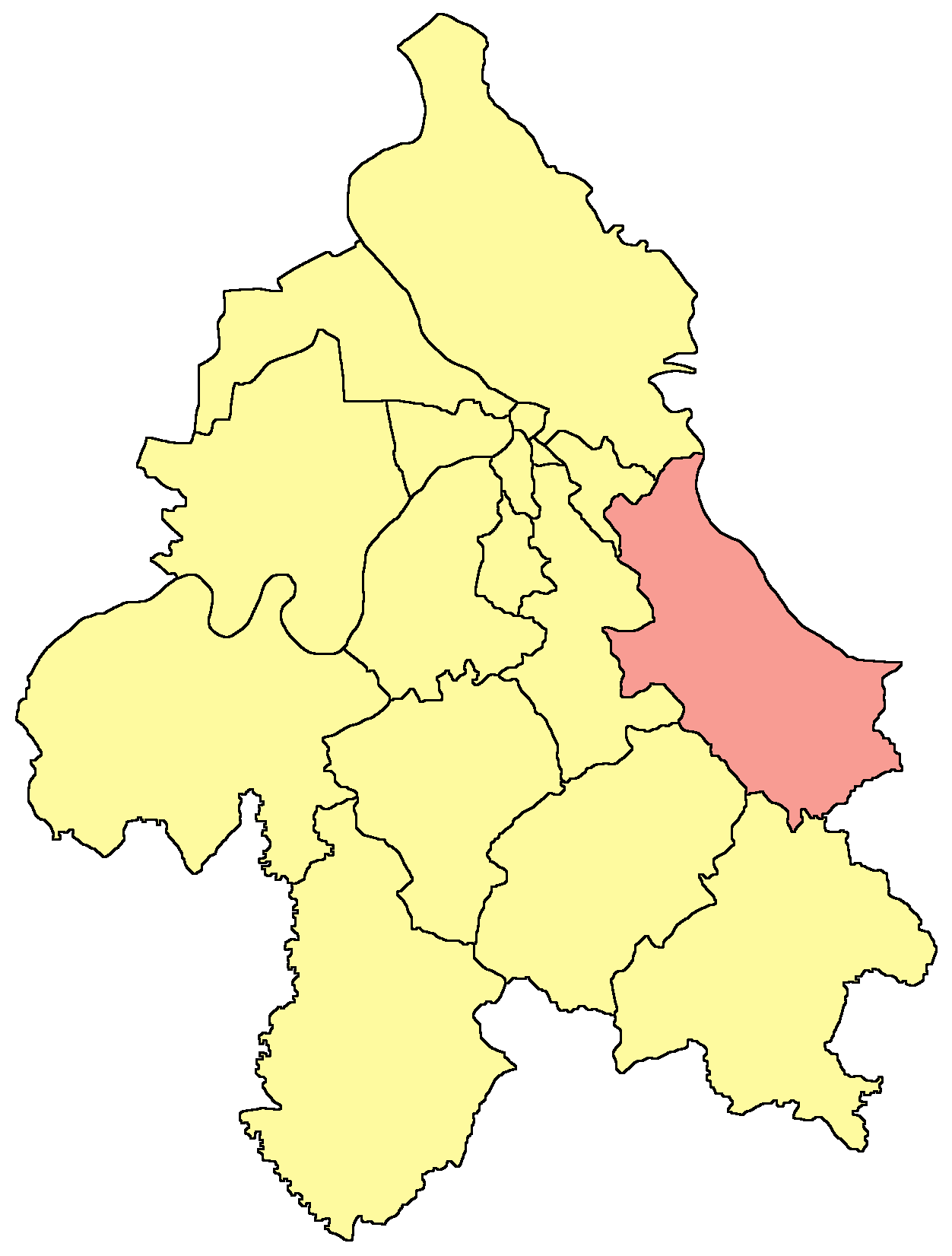
Localisation de la municipalité de Grocka dans la Ville de Belgrade

Pudarci, officiellement classé parmi les villages de Serbie, est situé à 41 km au sud-est de Belgrade et à 7 km au sud de Grocka.

## Histoire
Pudarci est mentionné pour la première fois au début du XIXe siècle. En 1818, le village comptait 22 foyers et, selon le recensement de 1921, il comptait 204 foyers et 1 126 habitants.
L'école du village a ouvert ses portes en 1893.

## Démographie

### Évolution historique de la population
| 1948  | 1953  | 1961  | 1971  | 1981  | 1991  | 2002  | 2011  |
| ----- | ----- | ----- | ----- | ----- | ----- | ----- | ----- |
| 1 507 | 1 602 | 1 642 | 1 497 | 1 552 | 1 643 | 1 410 | 1 353 |

|  |

### Données de 2002
Pyramide des âges (2002)
En 2002, l'âge moyen de la population était de 38,6 ans pour les hommes et 42,1 ans pour les femmes.
Répartition de la population par nationalités (2002)
En 2002, les Serbes représentaient 99,14 % de la population.

### Données de 2011
En 2011, l'âge moyen de la population était de 41,4 ans, 39,8 ans pour les hommes et 42,9 ans pour les femmes.